# 中华人民共和国国家安全部
中华人民共和国国家安全部，规范化简称国家安全部、安全部，俗称国安部，是中华人民共和国国务院负责国家安全工作的组成部门，也是中国主要的情报与安全机关。主要职能包括外国情报收集分析、反间谍、政治保卫等，是中国最大和最活跃的情报机构、国际上最大的情报机构之一。安全部垂直领导各地方机关，但各地方机关事实上半自治运作。1983年7月，原中共中央调查部整体、公安部政治保卫局部分、中共中央統戰部部分单位、国防科工委部分单位合并成立国家安全部。国家安全部总部挂牌于中华人民共和国公安部驻地，实际设在海淀颐东苑。

## 历史
中华人民共和国情报系统源自延安时期的中共中央社会部，由时任副部长李克农负责情报业务。中华人民共和国成立后，社会部分为中央人民政府情报总署、军委作战部情报局、军委总情报部三个部分。
1950年12月10日，中央人民政府人民革命军事委员会总情报部成立，管理情报部、技术部、联络部三个部，归中央军委总参谋长直接领导。1953年2月29日，军委总情报部撤销，各部划归总参谋部建制。1955年6月20日，中共中央军委决定，将总参谋部联络部改归中共中央书记处直接领导，定名为中共中央调查部，其部长依次为李克农、孔原和罗青长，主管工作的是国务院总理周恩来和中共中央办公厅主任杨尚昆。随着“文化大革命”爆发，中央调查部卷入派系斗争而一度被取消。1975年，康生的去世使得罗青长重新接管中央调查部，中调部随之恢复运作。
1983年，经中共中央政法委员会秘书长、公安部部长刘复之申请，中央决定以中共中央调查部整体、公安部政治保卫局以及中央统战部部分单位、国防科工委部分单位为基础，合并组建国家安全部。1983年4月20日，中共中央印发《中共中央关于成立国家安全部、中央安全领导小组的通知》，同意撤销中央调查部，将中央调查部的情报工作协调职责划归中央安全领导小组，其他职责划归国家安全部。5月28日，中央批准《关于组建国家安全部的报告》，并报请全国人大审议。6月21日，第六届全国人民代表大会第一次会议通过《国务院机构改革方案》，决定组建国家安全部，由凌云出任国家安全部首任部长。7月1日，国家安全部在北京举行成立大会。
1983年7月，中共中央批准设立中国共产党国家安全部党组（简称安全部党组），凌云任国家安全部首任党组书记。
1989年7月，经中共中央批准，组建中国共产党国家安全部委员会（简称安全部党委），不再保留国家安全部党组。
1993年2月22日，第七届全国人民代表大会常务委员会第三十次会议通过《中华人民共和国国家安全法》。该法第二条规定，“国家安全机关是本法规定的国家安全工作的主管机关。”1994年国务院常务会议通过《中华人民共和国国家安全法实施细则》。”
1995年10月30日，中华人民共和国财政部发布《财政部关于印发〈国家机关、事业单位驻外非外交代表机构财务管理的规定〉的通知》（财外字〔1995〕365号），指“本规定适用于安全部、广播电影电视部、国家旅游局、国家外国专家局、中国贸促会、新华社、人民日报社等单位派驻国外的代表处、办事处、记者站”。
2001年1月，地方国家安全机关管理体制进行调整，省级国家安全厅（局）、地级及以下国家安全局改由国家安全部垂直管理，不再列入同级人民政府组成部门序列。地方国家安全系统实行“垂直领导、两级管理”，省以下国家安全机关人员经费纳入中央财政预算管理，行政经费、技术装备经费及其他经费纳入省级财政预算管理。
2014年11月1日，第十二届全国人民代表大会常务委员会第十一次会议通过《中华人民共和国反间谍法》，并废止1993年通过的《国家安全法》。《反间谍法》规定，“国家安全机关是反间谍工作的主管机关。”2017年11月22日，国务院总理李克强签署第692号国务院令，公布《中华人民共和国反间谍法实施细则》，细则规定：“间谍组织和间谍组织代理人由国务院国家安全主管部门确认”，“敌对组织由国务院国家安全主管部门或者国务院公安部门确认。”
2015年5月19日，习近平会见全国国家安全机关总结表彰大会代表，并对国家安全机关提出了“坚定纯洁、让党放心、甘于奉献、能拼善赢”的16字要求。
2017年6月27日，第十二届全国人民代表大会常务委员会第二十八次会议通过《中华人民共和国国家情报法》。《国家情报法》规定，“中央国家安全领导机构对国家情报工作实行统一领导”，“国家安全机关和公安机关情报机构、军队情报机构按照职责分工，相互配合，做好情报工作、开展情报行动。”
2018年4月15日，国家安全部宣布开通互联网举报受理平台网站，接受组织和个人的举报信息。同年，国家安全部开通国家安全部建审许可服务网，处理涉及国家安全事项的建设项目审批。
2022年6月，国家安全部颁布《公民举报危害国家安全行为奖励办法》（安全部令第2号），鼓励民众举报危害国家安全行为，最高者可获人民币10万元以上奖励。
2023年8月1日，国家安全部开通官方微信公众号，这是国安部成立40年来首次在互联网开通官方发布平台。公众号开通首日，发布首条推文《反间防谍需要全社会动员！》，提及了自7月1日起，十四届全国人大常委会第二次会议修订通过的《中华人民共和国反间谍法》正式施行的相关信息。

## 职权
根据《中华人民共和国国家情报法》，国家安全机关在国家情报工作中行使下列职权：
1. 国家情报工作机构根据工作需要，依法使用必要的方式、手段和渠道，在境内外开展情报工作。
2. 国家情报工作机构应当依法搜集和处理境外机构、组织、个人实施或者指使、资助他人实施的，或者境内外机构、组织、个人相勾结实施的危害中华人民共和国国家安全和利益行为的相关情报，为防范、制止和惩治上述行为提供情报依据或者参考。
3. 国家情报工作机构可以按照国家有关规定，与有关个人和组织建立合作关系，委托开展相关工作。
4. 国家情报工作机构可以按照国家有关规定，开展对外交流与合作。
5. 国家情报工作机构依法开展情报工作，可以要求有关机关、组织和公民提供必要的支持、协助和配合。
6. 国家情报工作机构根据工作需要，按照国家有关规定，经过严格的批准手续，可以采取技术侦察措施和身份保护措施。
7. 国家情报工作机构工作人员依法执行任务时，按照国家有关规定，经过批准，出示相应证件，可以进入限制进入的有关区域、场所，可以向有关机关、组织和个人了解、询问有关情况，可以查阅或者调取有关的档案、资料、物品。
8. 国家情报工作机构工作人员因执行紧急任务需要，经出示相应证件，可以享受通行便利。国家情报工作机构工作人员根据工作需要，按照国家有关规定，可以优先使用或者依法征用有关机关、组织和个人的交通工具、通信工具、场地和建筑物，必要时，可以设置相关工作场所和设备、设施，任务完成后应当及时归还或者恢复原状，并依照规定支付相应费用；造成损失的，应当补偿。
9. 国家情报工作机构根据工作需要，按照国家有关规定，可以提请海关、出入境边防检查等机关提供免检等便利。
10. 国家情报工作机构及其工作人员应当严格依法办事，不得超越职权、滥用职权，不得侵犯公民和组织的合法权益，不得利用职务便利为自己或者他人谋取私利，不得泄露国家秘密、商业秘密和个人信息。
11. 完成党中央、国务院交办的其他任务。

## 机构设置
根据有关规定，国家安全部据报设置下列机构：

### 内设机构
- 办公厅[註 2]
- 机要局（一局）[註 3]
- 国际情报局（二局）[註 4][29]
- 政经情报局（三局）[註 5]
- 港澳台地区情报局（四局）[註 6]
- 情报分析通报局（五局）[註 7]
- 业务指导局（六局）[註 8]
- 反间谍情报局（七局）[註 9]
- 反间谍侦察局（八局）[註 10]
- 对内保防侦察局（九局）[註 11]
- 对外保防侦察局（十局）[註 12]
- 情报资料中心局（十一局）[註 13]
- 社会调查局（十二局）[註 14]
- 技侦科技局（十三局）[註 15][30]
- 技术侦察局（十四局）[註 16]
- 综合情报分析局（十五局）[註 17][31]
- 影像情报局（十六局）[註 18]
- 企业局（十七局）[註 19]
- 反恐局（十八局）[註 20]
- 政治部（副部级）
- 普法办公室
- 教育培训部
- 综合计划局
- 行政管理局
- 老干部局
- 档案室
- 宣传教育局[32]

### 直属事业单位
- 中国现代国际关系研究院
- 国际关系学院[註 21]
- 浙江第二人民警察学校（国际关系学院杭州校区）
- 江南社会学院（国家安全部行政学院）

### 垂直管理单位
- 北京市国家安全局
- 上海市国家安全局
- 天津市国家安全局
- 重庆市国家安全局
- 河北省国家安全厅
- 山西省国家安全厅
- 吉林省国家安全厅
- 辽宁省国家安全厅
- 黑龙江省国家安全厅
- 陕西省国家安全厅
- 甘肃省国家安全厅
- 青海省国家安全厅
- 山东省国家安全厅
- 福建省国家安全厅
- 浙江省国家安全厅
- 河南省国家安全厅
- 湖北省国家安全厅
- 湖南省国家安全厅
- 江西省国家安全厅
- 江苏省国家安全厅
- 安徽省国家安全厅
- 广东省国家安全厅
- 海南省国家安全厅
- 四川省国家安全厅
- 贵州省国家安全厅
- 云南省国家安全厅
- 内蒙古自治区国家安全厅
- 新疆维吾尔自治区国家安全厅
- 宁夏回族自治区国家安全厅
- 广西壮族自治区国家安全厅
- 西藏自治区国家安全厅
- 新疆生产建设兵团国家安全局

## 历任领导
| 部长 - 凌 云（1983年6月20日－1985年9月6日） - 贾春旺 总警监（1985年9月6日－1998年3月18日） - 许永跃 总警监（1998年3月18日－2007年8月30日） - 耿惠昌 总警监（2007年8月30日－2016年11月7日） - 陈文清 总警监（2016年11月7日－2022年10月30日） - 陈一新 总警监（2022年10月30日－） | 党委书记 - 凌 云（1983年7月－1985年8月；党组书记） - 贾春旺（1985年8月－1989年7月；党组书记） - 贾春旺（1989年7月－1998年3月） - 许永跃（1998年3月－2007年8月） - 耿惠昌（2007年8月－2015年4月7日） - 陈文清（2015年4月－2022年10月） - 陈一新（2022年10月至今） |

| 副部长 - 王富中（1991年9月—？） - 王珺（1983年7月—？） - 孙文芳 - 许广 - 余放 - 牛 平 副总警监（1997年1月—2006年） - 高以忱 - 詹永杰 副总警监（1990年12月—2004年9月） - 蔡旭敏（2004年6月—2006年6月） - 陆忠伟（2011年—2012年） - 马 建 副总警监（2006年—2016年12月30日） - 黄殿中 副总警监（2002年—2015年） - 邱 进 副总警监（2002年—2015年后） - 孙永海 副总警监 - 董海舟 副总警监（2006年8月－？） - 苏德良 副总警监（2015年9月－2018年6月） - 唐 朝 副总警监（2017年7月－） - 董经纬 副总警监（2018年4月－2023年7月） - 王裕文 副总警监（2019年6月－2022年7月） - 石好勇 副总警监（2022年2月－2025年1月） - 袁亦鲲 副总警监（2023年2月－） 部长助理 - 黄殿中（2005年7月—2006年7月） - 唐 朝（2015年1月—2017年7月） | 政治部主任 - 樊守志（2001年－2002年） - 刘 莉（2006年7月－2013年8月） - 苏德良（2013年8月－2015年9月） - 董经纬（2015年10月－2018年4月） - 李文章（2019年1月－2020年4月） - 聂福如（2020年7月至今） 党委委员 - 马万腾（？年至今） |

## 驻部纪检监察组
中央纪律检查委员会国家监察委员会驻国家安全部纪检监察组，简称中央纪委国家监委驻安全部纪检监察组，是中国共产党中央纪律检查委员会、中华人民共和国国家监察委员会设在国家安全部的副部级派驻机构。

### 沿革
1983年7月，中共中央批准设立国家安全部党组，国家安全部相应设置中国共产党国家安全部党组纪律检查组，与监察部驻国家安全部监察组合署办公。1989年7月，国家安全部党组升格为部党委，国家安全部相应设置中国共产党国家安全部纪律检查委员会，与监察部驻国家安全部监察局合署办公。2013年11月，中共十八届三中全会《中共中央关于全面深化改革若干重大问题的决定》要求：“全面落实中央纪委向中央一级党和国家机关派驻纪检机构，实行统一名称、统一管理。派驻机构对派出机关负责，履行监督职责。”2014年12月，中共中央制定出台《关于加强中央纪委派驻机构建设的意见》。改革后，组建中央纪律检查委员会驻国家安全部纪检组，作为中央纪委派驻机构，实行单独派驻。2018年，中央纪委驻安全部纪检组改为中央纪律检查委员会国家监察委员会驻国家安全部纪检监察组。

### 历任领导
部纪委书记（驻部监察局局长）
- 李治时 副总警监（？—？）
- 黄殿中（2006年7月－2015年10月）
- 刘彦平 副总警监（2015年10月－2016年1月）

驻部纪检组组长
- 刘彦平 副总警监（2016年1月－2018年3月）

驻部纪检监察组组长
- 刘彦平 副总警监（2018年3月－？）
- 任爱荣 副总警监（2021年－2022年9月）
- 程立峰 （2022年9月—）[43]

### 引用
1. ↑  田玲意. . 中共北京市海淀区委老干部局.   [2021-05-06]. （原始内容存档于2021-08-20）.
2. ↑  . 中国教育在线就业频道.   [2021-05-06]. （原始内容存档于2021-08-20）.
3. 1 2 3 4  法制日报. . 习水县人民政府（转法制日报）.   [2021-05-06]. （原始内容存档于2021-08-20）.
4. ↑   . 维基文库 （中文）.
5. ↑   . 维基文库 （中文）.
6. ↑  . www.gov.cn.   [2021-01-30]. （原始内容存档于2018-04-27）.
7. ↑  Guo, Xuezhi. . . Cambridge University Press. 2012: 363. ISBN 978-1-107-02323-9. doi:10.1017/CBO9781139150897.010 （美国英语）. The MSS headquarters was located where the previous CID was, at No. 100 Xiyuan, a location with tight security in the western suburbs of Beijing
8. ↑  Mattis, Peter. . The National Interest. 9 July 2017  [22 July 2022]. （原始内容存档于9 November 2020）.
9. ↑  Eftimiades, Nicholas. . Routledge. 2017-07-28  [2020-05-10]. ISBN 978-1-135-24017-2. OCLC 1118472067. （原始内容存档于2020-08-23） （美国英语）.
10. ↑  Mattis, Peter; Brazil, Matthew. . Annapolis: Naval Institute Press. 2019-11-15. ISBN 978-1-68247-304-7. OCLC 1117319580 （美国英语）.
11. ↑  . 搜狐网. 2013-11-12  [2018-11-17]. （原始内容存档于2020-11-05）.
12. 1 2 3  中国共产党组织史资料编审委员会. . 北京. 1998.
13. ↑  沈迈克（著）; 黄语生(译). . 当代中国史研究 (北京). 2010, 17 (2): 103 （中文（简体））.
14. 1 2 3 4 5 6 7  中国共产党组织史资料编审委员会. . 北京. 1998.
15. 1 2  中华人民共和国全国人民代表大会常务委员会. . 法律图书馆.   [2018-11-17]. （原始内容存档于2020-03-28）.
16. ↑  中华人民共和国国务院. . 中华人民共和国国防部. 2009-07-14  [2018-11-17]. （原始内容存档于2020-08-08）.
17. ↑  财政部. . 北大法宝. 北京.   [2020-09-20]. （原始内容存档于2021-08-20） （中文（简体））.
18. 1 2  湖南省财政厅、国家安全厅. . 汇法网.   [2019-06-17]. （原始内容存档于2020-11-05）.
19. 1 2  中华人民共和国全国人民代表大会常务委员会. . 中国人大网. 2014-11-02  [2018-11-17]. （原始内容存档于2018-11-14）.
20. ↑  中华人民共和国国务院. . 中国政府网. 2017-12-06  [2018-11-17]. （原始内容存档于2020-11-09）.
21. 1 2 3  中华人民共和国全国人民代表大会常务委员会. . 中国人大网. 2017-06-27  [2019-03-18]. （原始内容存档于2019-03-14）.
22. ↑  . 澎湃新闻. 2018-04-15  [2018-11-17]. （原始内容存档于2020-11-04）.
23. ↑  .   [2022-06-07]. （原始内容存档于2022-06-21）.
24. ↑  . news.bjd.com.cn.   [2023-08-01]. （原始内容存档于2023-08-01）.
25. ↑  网易. . www.163.com. 2023-08-01  [2023-08-01]. （原始内容存档于2023-08-01）.
26. ↑  《调查》编辑部. . 明天出版社. ISBN 1-6303-2298-9.
27. ↑  . 企业黄页. 2001-07-09  [2017-10-30]. （原始内容存档于2020-08-11）.
28. ↑  . www.spp.gov.cn.   [2025-07-10].
29. ↑  . www.spp.gov.cn.   [2025-07-10].
30. ↑  . epaper.nfnews.com.   [2025-07-10].
31. ↑  . news.cpd.com.cn.   [2025-07-10].
32. ↑  . 阳光高考.   [2019-01-10]. （原始内容存档于2020-11-05）.
33. 1 2  . 世界日报. 2015-01-09  [2017-10-30]. （原始内容存档于2020-12-01）.
34. ↑  . 黑龙江大学.   [2020年4月20日]. （原始内容存档于2022年8月28日）.
35. ↑  . rmfyb.chinacourt.org.   [2025-07-10].
36. ↑  . 新华网. 2025-01-20  [2025-02-14]. 原始内容存档于2025-02-14.
37. ↑  . news.cpd.com.cn.   [2025-07-10].
38. ↑  . www.chinalaw.org.cn.   [2025-07-10].
39. ↑  . 人民网. 2016-01-05  [2020-05-22]. （原始内容存档于2018-03-18）.
40. ↑  . 中国纪检监察报. 2015-08-26  [2020-05-22]. （原始内容存档于2018-02-11）.
41. ↑  . 新浪. 2015-04-01  [2020-05-22]. （原始内容存档于2020-09-10）.
42. ↑  . 微信公众平台. 国家安全部. 2024-02-19  [2024-02-19]. （原始内容存档于2024-02-19）.